# Oostkapelle
Oostkapelle es una aldea en el municipio holandés de Veere, en Zelanda, en la antigua isla de Walcheren. El 1 de enero de 2005, tenía 2607 habitantes y por lo tanto forma una de las entidades de población más grandes de Veere. El centro del pueblo está compuesto de antiguas granjas.
El nombre de Oostkapelle proviene del hecho de que la iglesia del pueblo servía como hito en la costa, por los marineros de Zelanda, en contraposición con la de Westkapelle. Mientras Westkapelle evolucionó desde la Edad Media a una aldea fortificada, Oostkapelle se mantuvo como una aldea agrícola.
Siguiendo el ejemplo de Domburg y Zoutelande, Oostkapelle aprovechó la proximidad de su vasta playa para convertirse en un balneario.
Oostkapelle era un municipio independiente hasta el 1 de julio de 1966, cuando se convirtió en parte del municipio vecino de Domburg. Desde el 1 de enero de 1997, Oostkapelle y Domburg se han unido a Veere.